# 애니팡 노점왕
《애니팡 노점왕》은 선데이토즈가 만든 한 게임이자 카카오톡을 기반으로 한 모바일 퍼즐 게임이다. 2015년 5월 29일 서비스가 종료된 모바일 게임이다.